# Bactrocera collita
Bactrocera collita är en tvåvingeart som beskrevs av Drew och Albany Hancock 1994. Bactrocera collita ingår i släktet Bactrocera och familjen borrflugor. Inga underarter finns listade.